# Joan Barril i Cuixart
Joan Barril i Cuixart (Barcelona, 20 de gener de 1952 - Barcelona, 13 de desembre de 2014) fou un escriptor i periodista català.

## Biografia
En la dècada de 1980 va treballar a Ràdio 4 i va compartir els micròfons amb professionals com Maria Matilde Almendros, Víctor Alexandre i Enric Frigola. De 2000 a 2005 presentà el programa matinal La R-pública a COM Ràdio i la seva darrera feina va ser la direcció d'El cafè de la República, un programa radiofònic sobre actualitat que s'emetia de 9 a 10 de la nit per Catalunya Ràdio i el programa Qwerty sobre literatura a Barcelona TV. A El cafè de la República, Barril entrevistà durant les seves nou temporades destacades figures del pensament i de la literatura vingudes d'arreu del món, com Zygmunt Bauman o Emili Teixidor.
Com a periodista, va dirigir el setmanari El Món i ha estat columnista a diaris com Diari de Barcelona, El País, La Vanguardia i El Periódico de Catalunya. Col·laborava amb El Periódico de Catalunya fins a l'octubre de 2014, com a articulista de dilluns a divendres i publicant un conte setmanal. A la televisió, fou director, al Canal 33 de Catalunya, del programa L'illa del tresor amb Joan Ollé. Presentava el programa sobre llibres Qwerty a Barcelona Televisió. Va ser el fundador i editor de l'editorial Barril & Barral.
Considerat proper a l'entorn socialista, donà suport públicament a Pasqual Maragall i el 2011 formà part del consell assessor de Convergència i Unió a les eleccions generals espanyoles.
L'octubre de 2014 va ser ingressat per una pneumònia de la qual no es va recuperar i que li va provocar la mort la matinada del 13 de desembre de 2014. L'any següent es publica la seva novel·la pòstuma La dona immòbil.

## Premis literaris
- 1988 Premi Pere Quart d'humor i sàtira per Un submarí a les estovalles
- 1993 Premi Lliri de l'Associació de Dones Periodistes de Catalunya.[9]
- 1998 Ramon Llull per Parada obligatòria
- 1998 Ramon Muntaner per Tots els ports es diuen Helena
- 2000 Premi Crítica Serra d'Or de Literatura Infantil i Juvenil per Tots els ports es diuen Helena
- 2002 Premi 23 d'Abril per Certes mentides
- 2010 Premi Sant Joan de Caixa Sabadell per Les terres promeses

## Obres
- 1988 — Un submarí a les estovalles
- 1997 — Condició de pare
- 1998 — Parada obligatòria
- 1998 — Tots els ports es diuen Helena
- 2001 — Gairebé una parella
- 2002 — Certes mentides
- 2002 — Bons propòsits (juntament amb Joan Ollé)
- 2003 — Ens truquem i altres contes del diumenge
- 2007 — Sobre l'amor
- 2008 — 100 contes morals
- 2008 — Sobre la distància
- 2009 — 201 contes corrents
- 2009 — Sobre els plaers (Manual de l'Optimista)
- 2010 — Les terres promeses
- 2012 — El caçador d'ombres
- 2015 — La dona immòbil (pòstuma)[10]